# Ideler Tonelli
Ideler Santiago Tonelli (Bragado, 18 de diciembre de 1924 - Buenos Aires, 10 de agosto de 2016)  fue un abogado y político argentino, que ejerció los cargos de Secretario de Justicia y Ministro de Trabajo durante la presidencia de Raúl Alfonsín.

## Biografía
Durante muchos años fue docente universitario. Fue diputado provincial por la Unión Cívica Radical Intransigente en 1958. Durante la última dictadura fue camarista en lo Contencioso Administrativo Nacional de la Capital Federal.

Es simpatizante del Club Gimnasia y Esgrima de La Plata, del que fue Jurado de Honor.
Al llegar a la presidencia Raúl Alfonsín, lo nombró Secretario de Justicia. Partidario de ponerle límites a los juicios a los responsables del terrorismo de Estado, fue el autor del texto de la que sería llamada Ley de Obediencia Debida.
El 6 de septiembre de 1987, el Partido Justicialista obtuvo una victoria contundente sobre el radicalismo. El 9 de septiembre de 1988, la CGT realizó un paro general en rechazo a la política económica de Juan Vital Sourrouille, que fue duramente reprimido por orden del ministro del interior, Antonio Tróccoli. Tres días más tarde se realizó una segunda huelga, en repudio a la represión; en víspera de dicha huelga, Tonelli ofreció un mensaje por la cadena nacional en referencia a lo acontecido en la primera huelga. El presidente Alfonsín ofreció ese cargo a Tróccoli, pero éste exigió a cambio la renuncia de Sourrouille, que el presidente no aceptó. De modo que el 17 de septiembre nombró para ese puesto al secretario Tonelli, a quien se consideraba un "incondicional" de Alfonsín.
Pese a que el nuevo ministro intentó negociar en lo posible con la CGT, el recuerdo de la poca voluntad de negociación de los ministros anteriores y del presidente causó una escalada de nuevas huelgas. En total, la CGT realizó cinco paros generales durante su gestión.
La política laboral del nuevo ministro fue una continuidad de la anterior, y se sancionó la ley que se había negociado con Alderete, la ley 23.551, o Ley Sindical, con el apoyo unánime de todos los sindicatos y partidos políticos. En cambio fue cuestionada ante la OIT por la Unión Industrial Argentina (UIA), la principal organización empresarial de Argentina.
Fue interventor federal de la Provincia de Corrientes entre el 6 de febrero de 1993 y el 10 de diciembre de ese mismo año. Bajo su mandato se reunió el colegio electoral que debía nombrar gobernador; un acuerdo entre el Pacto Autonomista - Liberal y la UCR había acordado que se elegiría al candidato de esta última, Noel Bréard, pero la fuga de uno de los electores radicales, amigo personal de Bréard, ímpidió el acuerdo, llevando al gobierno a Raúl Romero Feris.
Desde que dejó la administración pública se dedica a su trabajo de abogado, en asociación con dos de sus tres hijos. Sus dos hijos varones tienen actividad política en el PRO. En diciembre de 1999 se le ofreció hacerse cargo nuevamente de una intervención federal a Corrientes, pero rechazó el ofrecimiento.
En marzo de 2000 fue nombrado presidente del Consejo Nacional de Parques Nacionales.